# Pistolet (arme)
Pour les articles homonymes, voir pistolet.

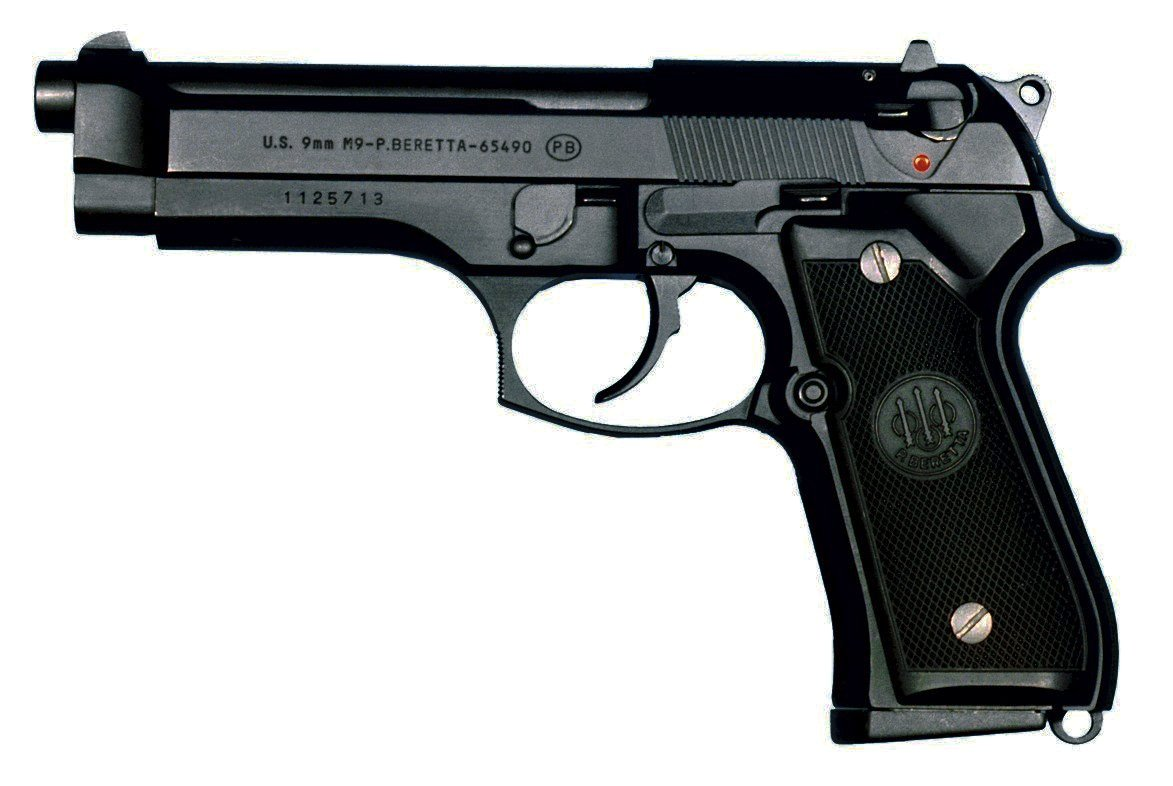
Le Beretta 92 est en 2010 l'un des pistolets les plus utilisés au monde, de par son adoption par différentes armées.

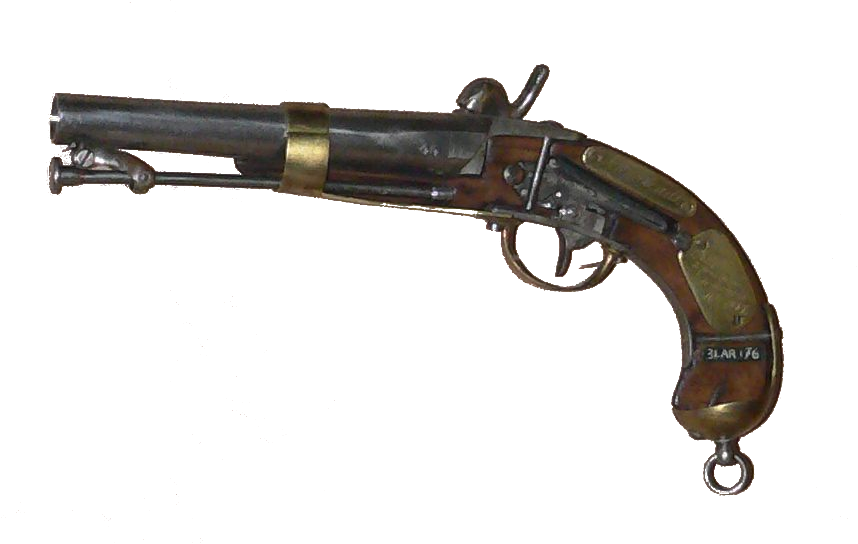
Pistolet d'ordonnance de la Marine française du XIXe siècle

Le pistolet est une arme de poing dont la chambre est intégrée au canon ou en permanence alignée avec lui.

## Étymologie
Il existe différentes hypothèses :
- Il serait à l'origine un mot tchèque « píšťala »[1] qui exprime le sifflement.
- D'après Étienne Tabourot, pistolet viendrait de la ville de Pistoia en Italie, où étaient fabriquées de petites dagues. Ce nom aurait alors été transposé plus tard aux « petites arquebuses »[2].

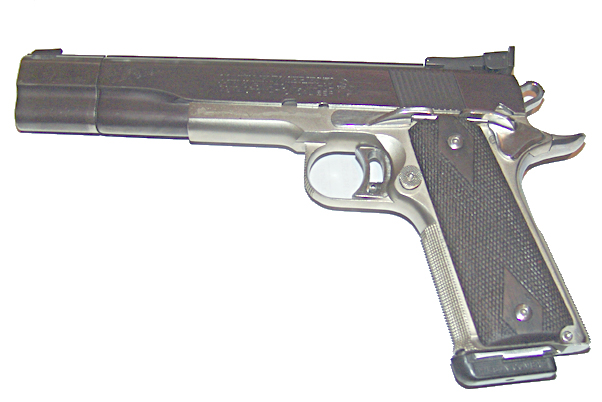
Colt .45, Gold Cup, MK-IV.

## Histoire
Les premiers pistolets sont apparus à l'aube de l'histoire des armes à feu. Les plus anciens pistolets connus ont été utilisés lors de la bataille de Towton en Angleterre le 29 mars 1461. D'une taille imposante et dotés d'un canon unique à chargement par la gueule et d'un système de mise à feu par mèche, rouet ensuite par silex, leur poignée était souvent dotée d'un lourd pommeau, la calotte, en métal qui permettait de se servir du pistolet comme d'une arme contondante après avoir tiré l'unique coup. Des armes à canons multiples ont été créées mais peu produites.
Au XIXe siècle, l'apparition du revolver, arme de poing à barillet, changea radicalement la donne car il offrait la possibilité de tirer successivement plusieurs coups sans recharger. À la fin du siècle, les premiers pistolets à répétition automatique, dits « semi-automatiques », font leur apparition, mais il faudra attendre le début du XXe siècle pour obtenir les premiers modèles fiables. Une arme semi-automatique tire une fois lors de chaque action sur sa queue de détente.

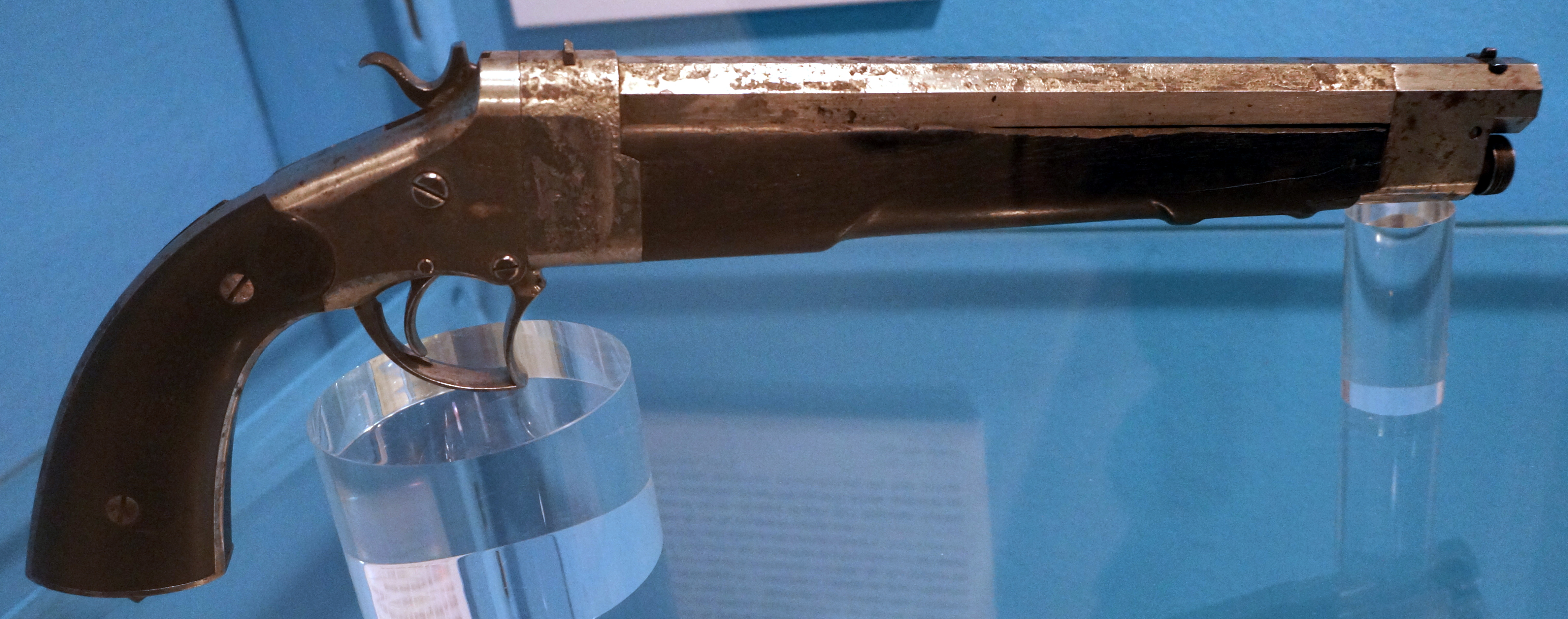
Pistolet à huit coups de Lardin, brevet de 1879.

Pendant presque tout le XXe siècle, l'Europe a produit plus de pistolets que de revolvers. La fin du XXe siècle a vu des progrès considérables en matière de fiabilité des pistolets et des munitions, notamment grâce à de meilleurs matériaux et à un usinage plus précis et régulier. Diverses inventions améliorèrent également la sûreté de fonctionnement, tout à la fois essentielle et difficile à assurer car elle doit interdire le tir non commandé, même si l'arme tombe au sol, mais ne doit pas ralentir la mise en œuvre.
De nos jours, les pistolets se chargent surtout par la crosse : on insère un chargeur contenant des cartouches à l'intérieur de la crosse et on tire vers soi-même la glissière du pistolet pour amener la première cartouche dans la chambre où elle sera prête à être tirée par l'action du doigt sur la détente.

## Évolutions

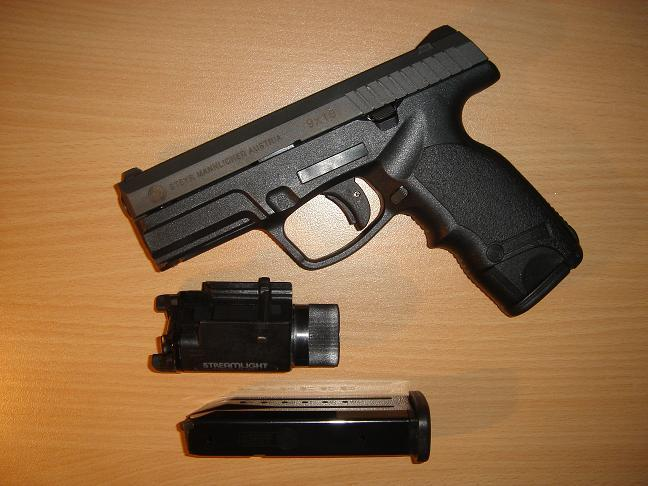
Steyr M pistol.

L'une des grandes tendances récentes est l'utilisation de matières plastiques (ou polymères) plus légères que le métal et qui ne se corrodent pas. Le premier pistolet en polymère fut le HK VP70 qui fut un échec commercial dans les années 1970, suivi des HK P7 et P9, également peu vendus. Au début des années 1980, la société autrichienne Glock, par le biais de son fondateur, Gaston Glock, lança une nouvelle arme en polymère, le Glock 17, qui connut un franc succès et provoqua une petite révolution dans le monde des armes de poing. La présence de matières non métalliques a fait dire à certains qu'il s'agissait d'une arme pouvant échapper aux détecteurs de métaux (notamment ceux des aéroports), chose totalement fausse car bon nombre des pièces de l'arme restent néanmoins en métal et sont parfaitement reconnaissables par un opérateur de système de sécurité (80 % des composants d'un pistolet Glock sont en métal, y compris le canon très reconnaissable aux rayons X). Il semblerait que cette polémique ait davantage été motivée par la volonté de protéger le marché intérieur américain que par souci de sécurité[réf. nécessaire]. Ainsi, la majorité des armes neuves aujourd'hui créées sont dotées de carcasses en polymère sans que cela fasse débat.
Une autre tendance est l'adjonction d'accessoires, tels que des torches miniatures ou des viseurs laser. Les armes modernes sont de plus en plus souvent équipées d'un rail standard sous le canon qui permet de monter ce genre d'équipement.

### Rafaleurs
Les pistolets « rafaleurs » permettent le tir automatique. Ces armes, qui nécessitent souvent l'usage d'un chargeur de haute capacité (leur cadence de tir souvent très élevée l'épuisant rapidement), se révèlent très difficiles à utiliser avec précision sans un entraînement constant, même si certains modèles permettent l'ajout d'une crosse de type fusil (Beretta 93R, HK VP70 en version automatique...). L'idée d'un tel pistolet à tir automatique n'est pas récente puisque le Mauser C96 connut une version automatique en 1932 nommée Mauser M712 Schnellfeuer.
Certains modèles contiennent un ensemble appelé « ralentisseur de cadence », facteur d'amélioration de la docilité, de l'autonomie et de la fiabilité.
Certains rafaleurs le sont par construction et beaucoup offrent un sélecteur de tir, sorte de levier grâce auquel le tireur décide du mode de fonctionnement (semi-automatique ou automatique), semblable à celui d'un fusil d'assaut.
D'autres rafaleurs sont des pistolets semi-automatiques modifiés de façon souvent dangereuse, par exemple par retrait de la pièce appelée séparateur qui contraint le tireur à relâcher puis actionner la queue de détente entre deux tirs.
Il existe une méthode de tir en rafale avec un pistolet (ou tout autre arme) semi-automatique, appelée bump fire. Cette technique utilise les deux mains du tireur. L'une d'entre elles tient l'arme en la poussant fortement vers l'avant, tandis que l'on utilise un doigt de l'autre main (généralement le pouce ou l'index)pour presser la détente. En conservant cette position, chaque départ de coup produit un recul suffisant pour que la détente se remette en place, permettant au mécanisme de l'arme de commencer un nouveau cycle et ainsi de suite jusqu'à relâchement de l'arme ou épuisement du chargeur. Il est évident qu'en termes de précision de tir, cette technique n'a que très peu de valeur.

## Revolver et pistolet

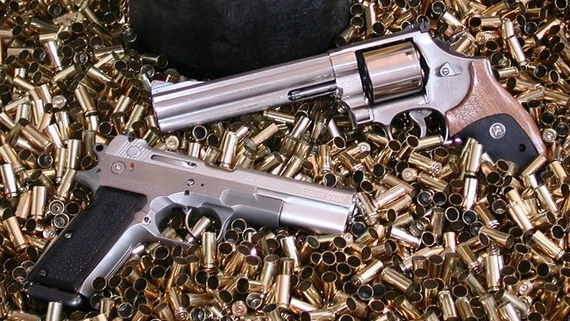
Bren Ten 10 mm et SW 610 Classic 10 mm.

Revolver et pistolet sont tous deux des armes de poing. Le pistolet dispose d'une chambre intégrée au canon alors que le revolver dispose d'un cylindre tournant appelé barillet contenant des chambres pour des charges ou cartouches individuelles. Le mot revolver vient du verbe anglais to revolve qui signifie « tourner, rouler, pivoter » (du latin revolvere « tourner en arrière »).

## Évolution de la mise à feu

### De 1450 jusque vers 1500
Les années 1450-1500 voient l'invention d'un mécanisme (au début simple) qui présente la mèche dans le canal de mise à feu. Il s'agit d'un chien composé de deux parties maintenant la mèche. Le chien est retenu en arrière en permanence par un ressort. En appuyant sur un levier le chien pivote sur son axe et vient présenter la mèche ; en relâchant le levier, le chien reprend sa position initiale.
Le principal problème rencontré était la perte de la poudre d'amorçage ; on adjoint donc un couvre-bassinet que le tireur repousse manuellement avant de tirer. Puis ce couvre-bassinet sera mû par un mécanisme simple qui s'efface en même temps que le chien avance. La pression exercée sur la mèche éteignait souvent celle-ci, le tireur allumait donc les deux extrémités de la mèche pour pouvoir rallumer facilement cette dernière par contact.
L'Italie semble avoir été la principale source d'approvisionnement d'armes à mèche. Henri VIII d'Angleterre en possédait un grand nombre, qui ont été décrites dans un inventaire de 1547 : on dénombre 496 italion peces dont 116 avec chambre (c’est-à-dire se chargeant par la culasse) à Westminster et 206 autres à Greenwich. Il commanda en 1544 à Brescia 1 500 arquebuses de différentes sortes et des armures. Il dut obtenir pour ce faire l'autorisation du doge de Venise.
Louis XIII possédait des « pistolets-revolvers » à mèche (conservés au musée de l'Armée).
Le mécanisme à rouet apparaît vers les années 1500 sans faire disparaître le mécanisme à mèche qui sera presque exclusivement réservé aux armes militaires.

### De 1500 jusque vers 1820
Durant cette longue période se sont développées les armes à rouet, sorte de roue dentée remontée avec une clef sur laquelle la pyrite de fer (pierre à briquet) venait frotter pour assurer la mise à feu puis à silex.
La première mention de la platine à rouet se trouve dans le codex de Léonard de Vinci. On y trouve sur cinq feuillets des croquis de mécanismes destinés à produire l'ignition. Il est probable que ces mécanismes étaient plus destinés à des briquets qu'à des armes à feu. On peut estimer que ces feuillets ont été réalisés entre 1483 et 1505. Si la plus vieille platine à rouet connue est allemande (vers 1515) et que la plus grande quantité d'armes à rouet est de la même origine, la naissance en Italie de ce mécanisme est une certitude.
Les plus anciennes armes à rouet étaient des armes combinées, (élément secondaire d'une platine à mèche ou élément supplémentaire d'une autre arme : arbalète, épée, masse d'arme, hache, poignard). On devait peut-être manquer de confiance dans le fonctionnement du mécanisme mais il fallait aussi y voir un nécessaire savoir-faire particulier qui était souvent celui des horlogers : c'est en 1520 que le capitaine de cavalerie Sébastien de Corbion (Corbion, village belge à l'est de Bouillon, frontalier avec la France) met au point une arme à canon court, se tirant d'une seule main qu'il dénomma pistollet et qui fut le prototype des armes d'arçon de la cavalerie et par extension de toutes les armes de poing. Il existait jusque-là le pétrinal qui était une arme courte également et que l'on appuyait sur la poitrine pour amortir le recul.
Il faut savoir qu'au XVIe et jusqu'au début du XVIIe siècle il n'existait pas d'armurier proprement dit mais des monteurs d'armes ou arquebusiers. Les différentes parties de l'arme étaient produites à part : les canons, les platines, les crosses et les gravures étaient réalisés chez chacun des artisans dont c'était la spécialité. Les canons étaient la spécialité des allemands surtout pour les canons rayés, les platines à rouet celle des italiens.
C'est Louis XIII qui développera l'art de l'armurerie française. Henri IV par son ordonnance du 22 décembre 1608, allouant gratuitement les pièces du rez-de-chaussée de la grande galerie du Louvre aux différents artistes et artisans travaillant pour la Cour, va permettre de créer de véritables armuriers en exemptant les différents corps de métier des règlements corporatifs parisiens (chacun veillait jalousement sur ses prérogatives : il était jusque-là interdit à un arquebusier de fabriquer des canons, ce privilège étant celui du forgeron, les platines celle de l'horloger, les crosses celle du crossier). Les armuriers reçurent le droit d'accorder des certificats à leurs apprentis les autorisant à être reconnus comme « Maître Armurier ». Ils furent également exemptés des taxes locales et du service de la garde civile. Le premier à avoir bénéficié de ce privilège est Marin le Bourgeois connu pour avoir travaillé au mouvement des sphères et autres inventions mécaniques dont les armes. Il est considéré comme l'inventeur de la platine à silex française. Originaire de Lisieux, il naquit dans une famille de serruriers-horlogers, son frère Jean le Bourgeois était arquebusier.
C'est également ce privilège qui permet l'essor de dynasties d'arquebusiers à l'image de Lepage (ou Le Page) dont les origines remontent à 1717 et dont la marque Fauré Le Page perpétue la tradition.

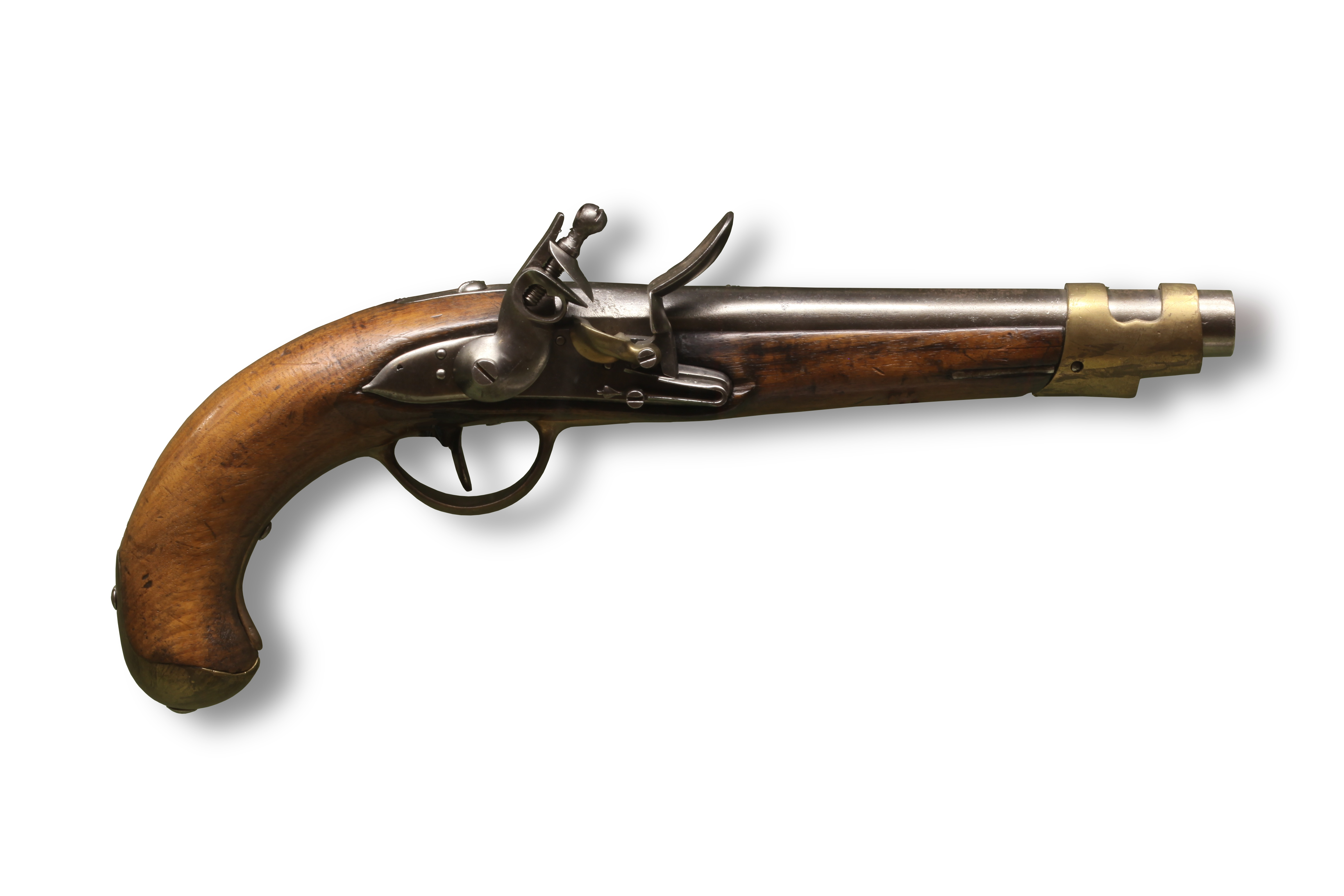
Pistolet à silex utilisé durant les guerres de la Révolution française, fabriqué par les Ateliers nationaux en France vers 1790-1795.

Il faut aussi parler de l'ancêtre de la platine à silex dite « à la française » et de « la platine à chenapan » (le principe de fonctionnement est identique à la platine à silex mais le couvre bassinet est séparé de la batterie) et de la platine à la miquelet (version méditerranéenne de la platine à silex). Ces armes étaient chargées par la bouche : d'abord la poudre, ensuite la balle (souvent enveloppée dans un bout de tissu ou de cuir appelé bourre ou calepin, pour assurer l’étanchéité entre le canon et la balle), poussée à l'aide d'une tige de métal que l'on fixe sous le canon. Un peu de poudre fine (pulvérin ou pulvin) était disposée dans un bassinet, auquel aboutissait un canal foré dans le canon et communiquant avec la chambre de combustion. Le bassinet était protégé par un couvercle (appelé batterie).
Au moment du tir, le chien, muni de son silex, frappait la batterie en produisant une gerbe d'étincelles. Sous le choc, la batterie s'ouvrait et le pulvérin s'embrasait, communiquant le feu à la chambre de combustion.
Ce principe de fonctionnement comportait de nombreux inconvénients : le risque constant que la poudre d'amorce ne s'humidifie, la fragilité de la pierre à silex, le jaillissement de gaz brulants...
La première révolution industrielle de la fin du XVIIIe siècle avec l'invention de la machine à vapeur va apporter une certaine standardisation des pièces d'armement en fin de siècle.

### À partir de 1820 environ
Au début du XIXe siècle, les recherches de Vauquelin et Berthollet visant au remplacement du salpêtre des poudres par une autre substance aboutiront à la découverte de substances hautement explosives, comme le fulminate d'argent, ou le fulminate de mercure, qui vont permettre d'éliminer les points faibles de la platine à silex.
Un chasseur écossais, le clergyman Alexandre John Forsyth eut le premier l'idée d'appliquer les qualités détonantes des poudres fulminantes à la mise à feu. Vers 1805, il avait mis au point une platine spéciale qu'il expérimenta à la chasse. Il fut invité en 1806 à présenter son invention à Londres au maitre général de l'ordonnance, Lord Moira. Ce dernier, fort impressionné par cette invention, fit ouvrir un atelier à Forsyth dans la tour de Londres. Cependant, le comte de Chatham, successeur de Moira, ne vit aucun intérêt dans le travail de Forsyth, et en avril 1807 le chassa de la tour de Londres. Forsyth avait pris la précaution de faire breveter sa platine et il créa la Patent Gun Manufactory dont il confia la direction à un certain James Purdey pour promouvoir son invention. Purdey réussira si bien que son nom est devenu plus célèbre que celui de l'inventeur.
Le principe fut de nombreuses fois copié et les contrefacteurs poursuivis à chaque fois, à l'exception de Le Page et Prélat, armuriers réputés en France, qui avaient copié en 1809 et 1810 le système sans pouvoir être poursuivis du fait de l'état de guerre entre l'Empire napoléonien et l'Empire britannique. Parmi ces contrefacteurs, un certain Joseph Manton qui fit breveter en 1816 un système dit « platine à pastille ». En 1818, Manton déposa un nouveau brevet pour une « platine à tube », brevet qui fut encore contesté avec succès par Forsyth. Mais son brevet venait à expiration, et la platine à tube fut bientôt fabriquée en quantité par tous les armuriers.

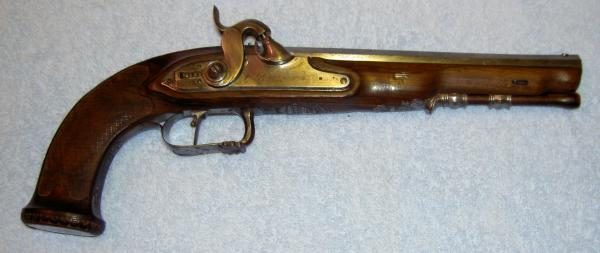
Pistolet à percussion (ou dit à piston).

L'invention de la capsule séparée fut revendiquée par Joseph Egg, armurier londonien, et par Prélat, armurier français. Mais on pense qu'il faut rendre à Manton les lauriers de cette invention, puisque le colonel Peter Hawker rapporte avoir reçu de Joe Manton un merveilleux fusil à capsule séparée dont il dit avoir fait modifier la forme de la capsule en cuivre.
L'amorçage de la poudre se fera alors par le choc d'un chien en forme de marteau sur une petite capsule de laiton (contenant du fulminate), glissée sur une cheminée aboutissant à la chambre de combustion.
Ce nouveau principe parait se généraliser aux alentours de 1820, sous l'impulsion de Joseph-Marin Gévelot qui industrialise le procédé et supplante définitivement le silex vers 1840 en Europe. Les avantages appréciables du système à percussion furent rapidement exploités pour développer des armes à plusieurs coups. Les Poivrières (ancêtres des revolvers) en sont l'illustration. Munies d'un long cylindre foré de plusieurs canons, elles permettent, par le simple appui sur la queue de détente, d'aligner successivement les différents canons munis de leurs capsules respectives. Il ne fallut plus grand-chose pour que de la Poivrière on passe au stade suivant, le revolver. En réduisant la longueur du cylindre et en ajustant un canon en face de ce qui était devenu des chambres, on obtenait une arme beaucoup plus pratique, la balle ne devant plus être enfoncée par la bouche du canon. Ce dernier pouvait comporter des rayures, dont le rôle est primordial pour la précision du tir.
Il est impossible de parler du revolver sans mentionner le nom de l'américain Samuel Colt. Bien que le barillet tournant fût déjà connu au temps du silex, Samuel Colt fut le premier à l'avoir mis en pratique en utilisant les avantages de la percussion sur capsule fulminante. Les premiers revolvers Colt sont connus sous le nom de « Paterson », ville dans laquelle ils furent fabriqués à partir de 1837.
Les brevets déposés garantirent à Colt le monopole de fabrication jusqu'en 1857 sur le territoire américain. Ses droits couvraient son système à barillet, avec amorçage des charges par l'intermédiaire de capsules glissées sur des cheminées, vissées dans le prolongement des chambres. Le mouvement du barillet était couplé à celui du chien, avec blocage dans l'alignement du canon au moment du tir, par l'engagement d'un arrêtoir dans un cran sur le corps du barillet.
La plus importante invention française en ce début du XIXe siècle, employant le fulminate mis au point par Prélat, fut le système de Samuel Johannes Pauly à chargement par la culasse. Bien que connus depuis le XVIe siècle, les systèmes précédents étaient lourds et d'un maniement fastidieux. Pauly inventa la première arme utilisant une cartouche à percussion centrale à obturation propre et rechargeable. Il employa en 1809 un armurier du nom de Dreyse qui deviendra l'inventeur du fusil à aiguille prussien.

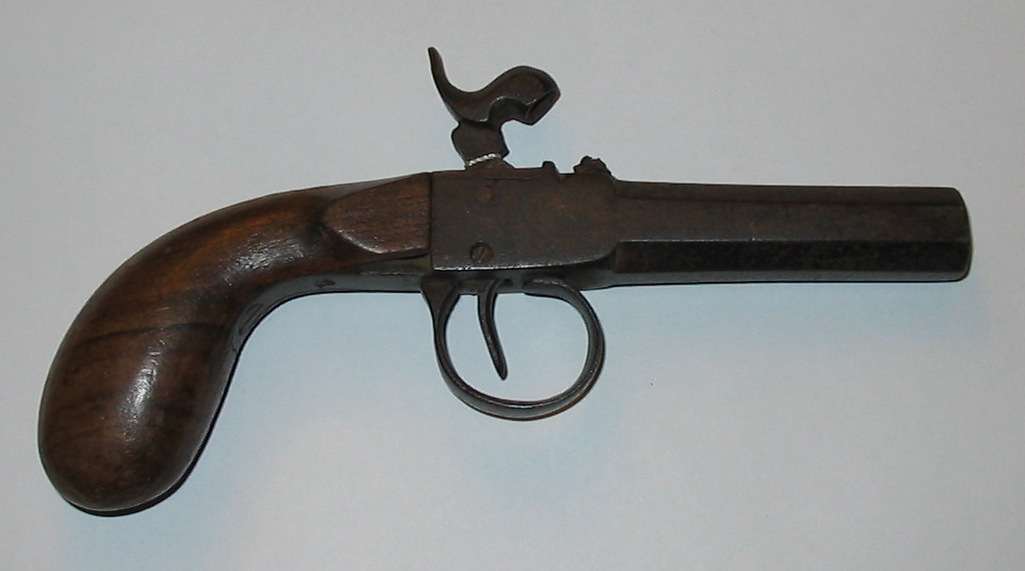
Pistolet des guerres de Vendée, dont la fabrication a été reprise en 1869 par Saint-Etienne.

### Vers 1830, invention de la cartouche
Si l'amorçage à percussion représentait sans conteste une avancée significative par rapport au silex, le principe d'une munition en éléments séparés (balle, poudre, capsule fulminante) présentait de nombreux inconvénients.
Les inventeurs recherchèrent donc le moyen de rendre le chargement plus aisé en réalisant une munition compacte sous la forme d'une cartouche papier et carton d’abord, toujours introduite par la bouche du canon ou du barillet. Puis l’utilisation de la culasse permit l’introduction de la cartouche par celle-ci, et non plus par le canon. La percussion se réalisait par une aiguille venant percuter la capsule au centre de la cartouche (système encore utilisé en 1866 par le fusil Chassepot).
Enfin, la cartouche à culot métallique à broche (+- 1828), inventée par l'armurier français Casimir Lefaucheux donnera un nouvel élan à ces recherches.

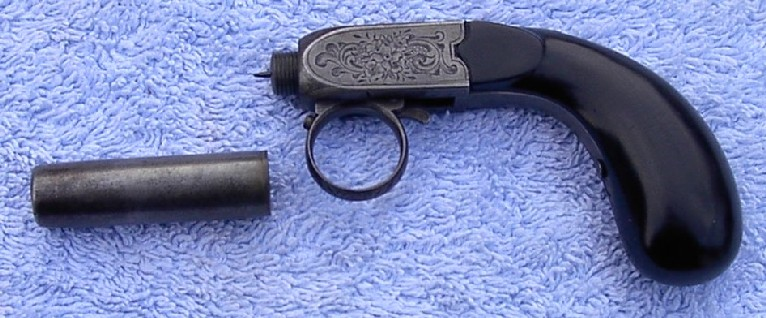
Système à aiguille utilisant les premières cartouches.

Ce n'est cependant que dans les années 1840 que l'usage des cartouches complètes se généralisera sur le continent européen.
Parallèlement, en 1854, aux États-Unis, la firme Smith & Wesson mit au point et fit breveter une cartouche complète à percussion annulaire, ancêtre de l'actuelle .22 Long Rifle.
En 1855, un Américain du nom de Rollin White, eut l'idée de forer de part en part le barillet des revolvers, autorisant ainsi le chargement par l'arrière. La firme Colt, approchée en premier pour l'exploitation commerciale, la jugea sans intérêt. Ce fut finalement la firme concurrente Smith & Wesson qui en acheta les droits en 1856, exploitant ainsi le seul type de barillet susceptible de fonctionner avec ses nouvelles cartouches. Lors de l'expiration du brevet Colt (1857) sur le barillet, Smith & Wesson bénéficia de ce fait d'une exclusivité sur les barillets forés de part en part, et ce jusqu'en 1869. Pour contourner ce brevet, de nombreux armuriers recherchèrent des systèmes les plus variés.
La caractéristique de la cartouche à broche, avec sa tige sortant de la base du culot, constituait sa plus grande faiblesse. D'abord, elle devait être engagée dans la chambre d'une manière très précise, ensuite, il y avait le risque de percussion accidentelle si la cartouche tombait sur la broche ou si le chasseur tombait avec sa cartouchière autour du ventre. Cela ne l'empêchera pas d'être utilisé jusqu'au premier quart du XXe siècle.
La cartouche à percussion annulaire, elle, souffrait d'un manque de résistance du culot, la limitant à des charges relativement faibles.

### Vers 1860
À partir du début des années 1860, plusieurs armuriers et inventeurs se penchèrent sur la réalisation d'une cartouche à percussion centrale. Parmi eux, les Français Clément Potet et François Schneider, les Britanniques Edward Boxer et George H. Daw, et l'Américain Hiram Berdanes. Tous ces travaux permettront que cette nouvelle munition soit opérationnelle vers 1875.
Avec la cartouche à percussion centrale, les armes à répétitions comme le revolver purent atteindre rapidement un très haut niveau technique. Le modèle règlementaire français Chamelot - Delvigne de 1874, en calibre 11,4 mm, représente le début de cette ascension.
Tous les grands centres armuriers européens, parmi lesquels la ville de Liège, produisirent dès lors une quantité énorme de revolvers, améliorant progressivement certains détails, tenant à la sécurité ou à la facilité de chargement.

### Avènement de lapoudre sans fumée1880-1890
Si les années 1870 virent la consécration des munitions à percussion centrale, l'événement des années 1880-90 fut l'apparition de la nouvelle poudre sans fumée. Trois fois plus puissante que l'ancienne poudre (poudre noire), sa combustion complète évitait d'avoir à respirer la fumée de tir, tout en limitant les lourds inconvénients de l'encrassement rapide de la chambre et du canon. Elle allait permettre l'emploi d'ogives plus légères, propulsées à grande vitesse et possédant par le fait une trajectoire plus tendue. Le revolver réglementaire français Modèle 1892, en calibre 8 mm Mdl 1892 (8,15 x 27,2), est l'exemple type de cette nouvelle génération.
La deuxième révolution industrielle avec l'avènement de l'électricité va permettre l'évolution de la machine-outil et apporter la précision dans l'usinage des pièces et donc l'interchangeabilité réelle des pièces. La recherche de l'automatisation des tâches et la division du travail (le Taylorisme) vont faire disparaître le Maître Artisan Armurier au profit de grosses firmes de production armurière créant des ouvriers spécialisés.

### Les premiers pistolets semi-automatiques

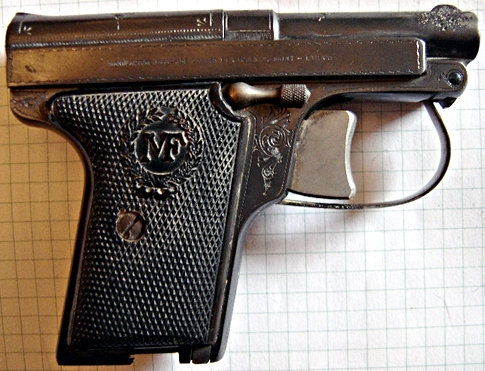
Pistolet Manufrance Le Français 6,35 mm (début XXe siècle).

Cette évolution technique aboutit à la fin du XIXe siècle à l'apparition des premiers pistolets à fonctionnement semi-automatique.
Grâce à la poudre sans fumée (donc sans résidus de combustion), plus puissante que la poudre noire, l'utilisation de la pression des gaz pour permettre le rechargement automatique d'une munition devenait un objectif techniquement réalisable.
De nombreux inventeurs s'essayent avec plus ou moins de succès à ce nouveau défi. Parmi eux, l'Autrichien Georg Luger, qui perfectionne le pistolet d'Hugo Borchardt (le Borchardt C-93), et l'Américain John Browning, créateur des pistolets Colt et FN.

## Les calibres

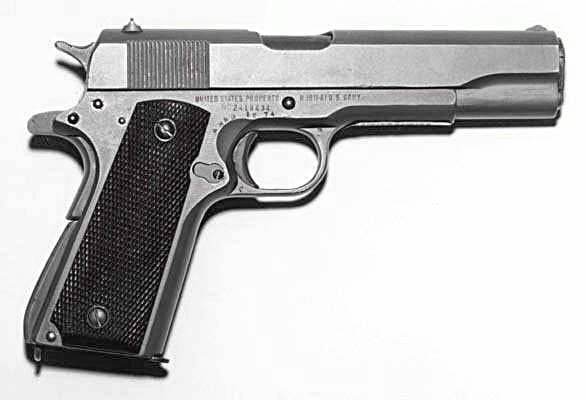
Le mythe américain : le Colt M1911 modèle A1.

Les calibres et la puissance des munitions augmentèrent régulièrement. Le 9 mm Parabellum est la munition la plus couramment employée pour les pistolets en Europe, alors que l'on trouve beaucoup de .45 ACP (11,43 mm) aux États-Unis.
Avec la généralisation des habits pare-balles (gilets, T-Shirts...), des armes désignées par le sigle PDW (pour personal defense weapon), qui sont en fait des pistolets-mitrailleurs compacts tirant un petit calibre rapide et perforant, furent développées pour la défense des officiers militaires. Les munitions de ces pistolets mitrailleurs sont légères, rapides et de petit calibre, certains pistolets, avec l'ambition de devenir des armes de seconde dotation naturelles chambrent les mêmes munitions. Ainsi, le HK UCP tire la 4,6 x 30 mm du HK MP7 et le FN Five-seveN le 5,7 x 28 mm du FN P90. Tirant profit des caractéristiques de ces munitions, ces armes sont légères et disposent de chargeurs de grande capacité mais leur puissance d'arrêt demeure faible.
Depuis 1987, de nouveaux pistolets ont été développés pour des munitions intermédiaires, notamment le .40S&W et le 10 mm Auto. Le .40S&W est devenu particulièrement répandu. Le Desert Eagle est aujourd'hui le plus puissant pistolet de série : il est en effet capable de tirer le .50 Action Express, une munition de très gros calibre (12,7 mm) qui lui est spécifique. La majorité des pistolets tirent néanmoins des munitions plus faciles à utiliser.